# Cầu Marie
Cầu Marie (tiếng Pháp: Pont Marie) là một cây cầu bắc qua sông Seine ở trung tâm thủ đô Paris, Pháp. Được hoàn thành năm 1635, cây cầu vào loại cổ nhất Paris này nối liền đảo Saint-Louis với kè Hôtel de Ville.
| Métro Paris | Bến tàu điện ngầm: Pont Marie |

## Lịch sử
Cầu Marie được xây dựng từ năm 1614 đến năm 1635, đây là một trong những cây cầu cổ nhất của thủ đô nước Pháp. Nó được đặt theo tên của Christophe Marie, kỹ sư xây dựng cầu. Trong trận lũ năm 1658, 2 nhịp của cây cầu cùng 20 ngôi nhà trên cầu đã bị cuốn trôi, cây cầu gỗ được khôi phục năm 1660 còn cầu đá được xây dựng năm 1677 sau khi có sự can thiệp của Colbert. Từ năm 1769 việc xây nhà trên cầu bị cấm hoàn toàn.
Cầu có chiều dài 92 m, chiều rộng 22 m gồm 5 nhịp chính, điều đặc biệt là 5 nhịp cầu có độ dài khác nhau.
| \| \| Vị trí trên sông Seine \| | \| \| Vị trí trên sông Seine \|    | \| \| Vị trí trên sông Seine \| |
| Hạ lưu: Cầu Louis-Philippe      | Vị trí trên sông Seine trong Paris | Thượng lưu: Cầu Sully           |
| ------------------------------- | ---------------------------------- | ------------------------------- |
|                                 | Vị trí trên sông Seine             |                                 |